# Zadní náprava De Dion

Zadní náprava De Dion

Zadní náprava De Dion, pojmenovaná po svém vynálezci, francouzském inženýrovi Jules-Albert de Dion, je konstrukční prvek používaný v automobilech. Jedná se o typ zadní nápravy, který byl vyvinut na konci 19. století a používal se zejména v automobilovém průmyslu a na závodních vozech.

## Princip a funkce
Základním principem zadní nápravy De Dion je oddělení pohyblivých hřídelí od převodu hnací síly na kola. Hlavní výhodou tohoto systému je minimalizace změn geometrie zavěšení kol během zatáčení a snížení bočního posunu zadní nápravy. To přináší lepší stabilitu, ovladatelnost a výkon vozidla při vyšších rychlostech.
Náprava se skládá z několika důležitých komponentů. Hlavním prvkem je diferenciál, který rozděluje hnací sílu mezi dvě zadní kola. Pohyb klasického diferenciálu je přenášen na hřídelech (De Dionovy tyče), které jsou na každé straně vozidla připojeny k ozubeným kolům na koncích nápravy. Tyto hřídele jsou také upevněny k rámu vozidla.

## Funkce
Hnací souprava De Dion se skládá z několika klíčových součástí. Kola vozidla jsou připojena k zadní nápravě, která je spojena s rámem pomocí dvou podélných prutů. Tyto pruty jsou umístěny mimo střed nápravy a jsou připojeny ke korbě. Tato konfigurace umožňuje kolům pohybovat se nezávisle na rámu a minimalizuje přenos vibrací a rázů. Dalším důležitým prvkem této soupravy je diferenciál. Diferenciál je umístěn mezi koly a přijímá pohyb od motoru. Slouží k rozdělení točivého momentu mezi kola a umožňuje různou rychlost otáčení vnitřního a vnějšího kola při průjezdu zatáčkou. Díky tomu se zlepšuje ovladatelnost vozidla.

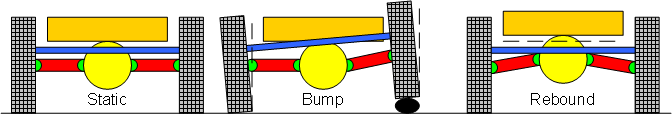

Souprava poskytuje několik výhod ve srovnání s jinými systémy přenosu pohybu. Její konstrukce minimalizuje přenos vibrací a rázů z motoru na kola, což zlepšuje pohodlí posádky a snižuje opotřebení vozovky. Díky nezávislému pohybu kol je vozidlo lépe ovladatelné a má lepší trakci, zejména při průjezdu zatáčkami. Tato hnací souprava byla populární ve vozidlech na přelomu 19. a 20. století a dodnes je využívána v některých speciálních vozidlech, zejména v rámci závodního automobilismu.

## Výhody a nevýhody
Zadní náprava De Dion nabízí několik výhod ve srovnání s jinými typy zadních náprav. Jednou z hlavních výhod je zachování konstantního úhlu geometrie zavěšení kol během zatáčení, což přispívá k lepší ovladatelnosti a stabilitě vozidla. Tento systém také minimalizuje boční posun zadní nápravy, což má pozitivní vliv na jízdní vlastnosti.
Další výhodou je možnost umístit těžiště vozidla relativně nízko díky oddělení hřídelí od převodu hnací síly. To přináší větší stabilitu a snižuje riziko převrácení vozidla při vyšších rychlostech.
Nicméně zadní náprava De Dion má i několik nevýhod. Jednou z nich je vyšší hmotnost v porovnání s jinými typy zadních náprav, což může mít negativní vliv na spotřebu paliva a výkon vozidla. Další nevýhodou může být složitější konstrukce a vyšší výrobní náklady.

## Použití a vývoj
Zadní náprava De Dion byla původně vyvinuta pro použití na závodních vozech, zejména na konci 19. století a na začátku 20. století. Později se však tento typ nápravy začal používat i na běžných osobních automobilech. V současné době se již běžně nepoužívá, ale je stále považována za technicky zajímavou a historicky významnou.
Zadní náprava De Dion měla významný vliv na vývoj automobilové technologie a přispěla k zlepšení jízdních vlastností a stability vozidel. I když byla nahrazena modernějšími a efektivnějšími konstrukčními řešeními, stále má své místo ve světě automobilů jako připomínka pionýrské éry automobilismu.